# Абдуллаев, Намик Вахид оглы
Нами́к Вахи́д оглы́ Абдулла́ев (азерб. Namiq Vahid oğlu Abdullayev; 10 мая 1974 — 9 февраля 1993) — военнослужащий Вооружённых сил Республики Азербайджан. Национальный герой Азербайджана (1994, посмертно).

## Биография
Родился Намик Абдуллаев 10 мая 1974 года в селе Авшар, Агджабединском районе, Азербайджанской ССР. В 1991 году завершил обучение в средней общеобразовательной школе села Авшар. Сразу же Намик изъявил желание пойти в Национальную армию для защиты интересов своего государства и народа. Однако, в связи с несовершеннолетием, призыв был отложен до совершеннолетия. В Нагорном Карабахе в это время военный конфликт всё усугублялся. в декабре 1992 Намика Абдуллаева призывают в ряды Вооружённых сил Азербайджана и направляют в места боевых действий. Был зачислен в составе отряд, где воевал его отец. С первых дней своей службы мальчик с честью сражается в боях за освобождение нескольких сёл Нагорного Карабаха.
9 февраля 1993 года противник большими силами перешел в наступление, на оборонительные позиции подразделения Национальной армии Азербайджана на территории Ходжавендского района. Среди бойцов находился и Намик Абдуллаев. Перед лицом мощной военной техники противника небольшой отряд устоять не смог. Рядовой Абдуллаев, проявив мужество и героизм, в этом бою уничтожил десяток врагов. Оказавшись в окружении противника, Намик в последний момент прижал к груди гранату и бросился под танк противника. Весь экипаж бронированной машины был уничтожен. Намик Абдуллаев погиб в возрасте восемнадцати лет на поле боя мгновенно.
Намик не был женат.

## Память
Указом Президента Азербайджанской Республики № 202 от 16 сентября 1994 года Намику Вахид оглы Абдуллаеву было присвоено звание Национального героя Азербайджана (посмертно).
Похоронен в родном селе Авшар Агджабединского района.
Средняя школа села Авшар, в которой учился юный герой Азербайджана, носит имя Намика Абдуллаева.